# لسوتو در بازی‌های کشورهای مشترک‌المنافع
لسوتو تاکنون در یازده دوره از بازی‌های کشورهای مشترک‌المنافع شرکت کرده است. نخستین حضور این کشور در سال ۱۹۷۴ بود و تنها در دورهٔ ۱۹۸۲ غایب بود.

## تاریخچه
لسوتو تاکنون در بازی‌های کشورهای مشترک‌المنافع، سه مدال کسب کرده است. اولین مدال طلا در سال ۱۹۹۸ توسط تسابیسو موخالی در رشته دو و میدانی و در مسابقه ماراتن مردان به دست آمد. همچنین، موزس کوپو در سال ۲۰۰۶ مدال نقره بوکس در وزن ۶۴ کیلوگرم و ازکیل لتوکا در سال ۲۰۰۲ مدال برنز بوکس در وزن ۵۴ کیلوگرم را کسب کردند.

## مدال‌ها
| بازی‌ها           | طلا       | نقره      | برنز      | مجموع     |
| ۱۹۷۴ کریست‌چرچ    | 0         | 0         | 0         | 0         |
| ۱۹۷۸ ادمونتون    | 0         | 0         | 0         | 0         |
| ۱۹۸۲ بریزبن      | شرکت نکرد | شرکت نکرد | شرکت نکرد | شرکت نکرد |
| ۱۹۸۶ ادینبرا     | 0         | 0         | 0         | 0         |
| ۱۹۹۰ اوکلند      | 0         | 0         | 0         | 0         |
| ۱۹۹۴ ویکتوریا    | 0         | 0         | 0         | 0         |
| ۱۹۹۸ کوالالامپور | 1         | 0         | 0         | 1         |
| ۲۰۰۲ منچستر      | 0         | 0         | 1         | 1         |
| ۲۰۰۶ ملبورن      | 0         | 1         | 0         | 1         |
| ۲۰۱۰ دهلی        | 0         | 0         | 0         | 0         |
| ۲۰۱۴ گلاسگو      | 0         | 0         | 0         | 0         |
| ۲۰۱۸ گلد کوست    | 0         | 0         | 0         | 0         |
| ۲۰۲۲ گلد کوست    | 0         | 0         | 0         | 0         |
| مجموع            | 1         | 1         | 1         | 3         |